# Pasargad FC (futsal)
Pasargad FC – filipiński klub futsalowy z siedzibą w mieście Taguig, obecnie występuje w najwyższej klasie rozgrywkowej Filipin. Jest sekcją futsalu w klubie sportowym Pasargad FC.

## Sukcesy
- Mistrzostwo Filipin (2): 2011, 2012